# Los Angeles Crusade (1949)

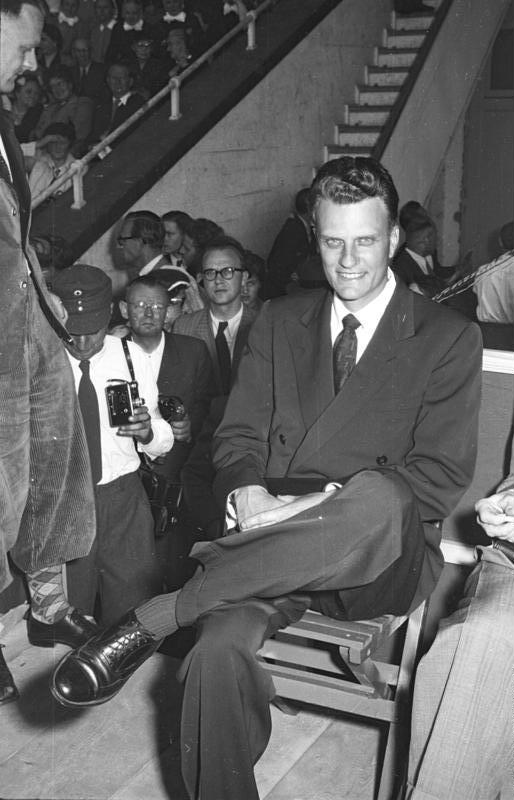
Billy Graham w 1954

Los Angeles Crusade (1949) – pierwsza wielka kampania ewangelizacyjna Billy’ego Grahama, przeprowadzona w Los Angeles w 1949. Kampania została nagłośniona przez ogólnokrajową prasę, informowały o niej m.in. czasopisma należące do Hearsta. Trwała osiem tygodni – od 25 września do 20 listopada – i przybyło na nią około 350 tysięcy ludzi. Podczas tej kampanii nawróciło się kilka publicznych osób, wśród nich Louis Zamperini oraz Stuart Hamblen. Krucjata dała początek nowej kulturze religijnej w Stanach Zjednoczonych. Po jej zakończeniu Graham stał się osobą znaną w Stanach Zjednoczonych.

## Przygotowania
W 1943 roku grupa chrześcijańskich biznesmenów utworzyła w Los Angeles organizację „Christ for Greater Los Angeles”. Organizacja ta zajmowała się przygotowywaniem zgromadzeń ewangelizacyjnych, na które zapraszano znanych ewangelistów. W końcu 1948 roku rozpoczęły się negocjacje z Grahamem. Wstępny budżet ustalono na 30 tysięcy dolarów, a w przedsięwzięciu uczestniczyło około 300 kościołów.
Ewangelizacja przewidywana była początkowo na trzy tygodnie, miała trwać od 25 września do 17 października. Spotkania odbywać się miały codziennie o godzinie 19:30, a w niedzielę o 15:00 i 20:45. Jednak ze względu na zainteresowanie, na tłum ludzi stojący także poza namiotem, trwała osiem tygodni.
Na czas trwania krucjaty zorganizowano ponad 1000 grup modlitewnych w Los Angeles oraz okolicach, które modliły się o sukces krucjaty.
Pod koniec sierpnia, na krótko przed rozpoczęciem krucjaty, Chuck Charles Templeton, jeden z przyjaciół i współpracowników Grahama, stał się agnostykiem i porzucił wiarę. Decyzja została podjęta na konferencji w Forest Home. Templeton, który był dotąd zaangażowany w dziele ewangelizowania Ameryki, oświadczył, że Biblia nie jest Słowem Bożym.

## Przebieg krucjaty

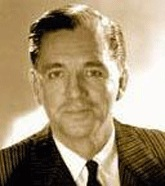
Sensacją było nawrócenie Stuarta Hamblena

Na cele krucjaty przygotowano namiot cyrkowy mieszczący 6 tysięcy osób. Wkrótce powiększono go do 9 tysięcy, jednak w dalszym ciągu był zbyt mały i wielu ludzi stało na zewnątrz. Zazwyczaj było to około 6 tysięcy osób. Jeżeli liczba stojących poza namiotem wzrastała do 10 tysięcy – policja odsyłała tysiące ludzi do domów.
Graham po raz pierwszy głosił przez mikrofon przymocowany do klapy swojej marynarki. Dało mu to większą swobodę ruchu, mógł chodzić po platformie, wspinać się na palcach stóp, pokazał też, jaki potrafi zrobić użytek z rąk – wznosił palec ku niebu, ściskał pięści, gestykulował rękoma. W swoich kazaniach cytował Pismo Święte oraz opowiadał o swoich podróżach do powojennej Europy. Ostrzegał przed nowym zagrożeniem dla świata: „Teraz Rosja ma bombę atomową, świat ma wyścig zbrojeń i jest na drodze do zagłady”. Uznał, że przebudzenie jest najlepszym zabezpieczeniem przed zagrożeniem komunizmu.
Odbyły się 72 spotkania w namiocie, Graham wygłosił 65 kazań. Największe spotkanie miało miejsce 7 listopada, kiedy przybyło 15 tysięcy ludzi. 20 listopada oficjalnie zakończono krucjatę. Graham mówił: „Nie wierzę, by jakikolwiek człowiek był w stanie rozwiązać swoje problemy bez Jezusa Chrystusa”.
Lokalne media zainteresowały się ewangelizacją, gdy nawrócił się Stuart Hamblen, „śpiewający kowboj” i kompozytor, znany z programów radiowych i cieszący się wielką popularnością na zachodnim wybrzeżu piosenkarz. 30 listopada Life of Faith ocenił, że ta konwersja jest największą sensacją kampanii. Według Billy’ego Grahama nawrócenie dokonało się 16 października i był to główny powód przedłużenia krucjaty o cały miesiąc.

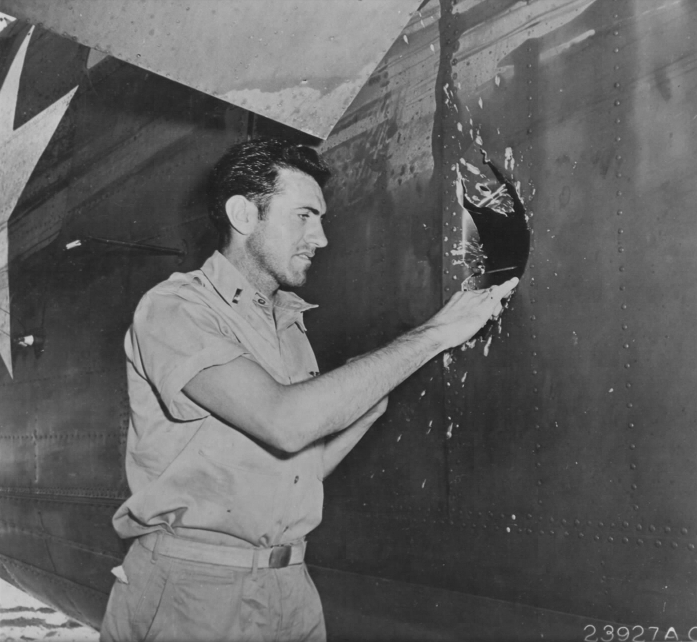
Louis Zamperini i jego B-24D

31 października nawrócił się były olimpijczyk z 1936 roku, Louis Zamperini, bohater późniejszego bestselleru Unbroken, który z powodu stresów wywołanych wspomnieniami z niewoli japońskiej wpadł w alkoholizm. Z nałogu został uwolniony podczas krucjaty Grahama.
Nawrócił się także Harvey Fritz, aktor telewizyjny, który grał pułkownika Zacka w filmie Out Wickenburg Way, a także Jim Vaus, przedstawiciel świata przestępczego, przyjaciel Mickeya Cohena, gangstera.
Krucjata stała się największą tego typu kampanią ewangelizacyjną w historii Kalifornii. Przybyło na nią w sumie około 350 tysięcy ludzi. Według innych szacunków przybyło na nią 400 tysięcy ludzi. 4178 uczestników podpisało decision cards, 2703 z nich podjęło taką decyzję po raz pierwszy w życiu. Dystrybucją decision cards zajęła się organizacja „Christ for Greater Los Angeles”, odsyłając karty do pastorów wybranych przez konwertytów kościołów. Graham życzył, by każdy z nich przystąpił do kościoła wedle swego wyboru. 82% nawróconych nie należało przedtem do żadnego kościoła.
Krucjata pokazała, że czasy masowych ewangelizacji się nie skończyły, jeżeli tylko spełnione zostaną odpowiednie warunki, jeśli teatr, futbol, telewizja, radio i inne atrakcje nie przeszkodzą w zorganizowaniu wielkich zgromadzeń ewangelizacyjnych. Nikt jednak wtedy nie przypuszczał, że gdy Graham przybędzie do Los Angeles po raz drugi, w 1963 roku, będzie przemawiał do 134 254 osób zgromadzonych w Los Angeles Coliseum i 20 tysięcy na zewnątrz.

## Przyczyny sukcesu

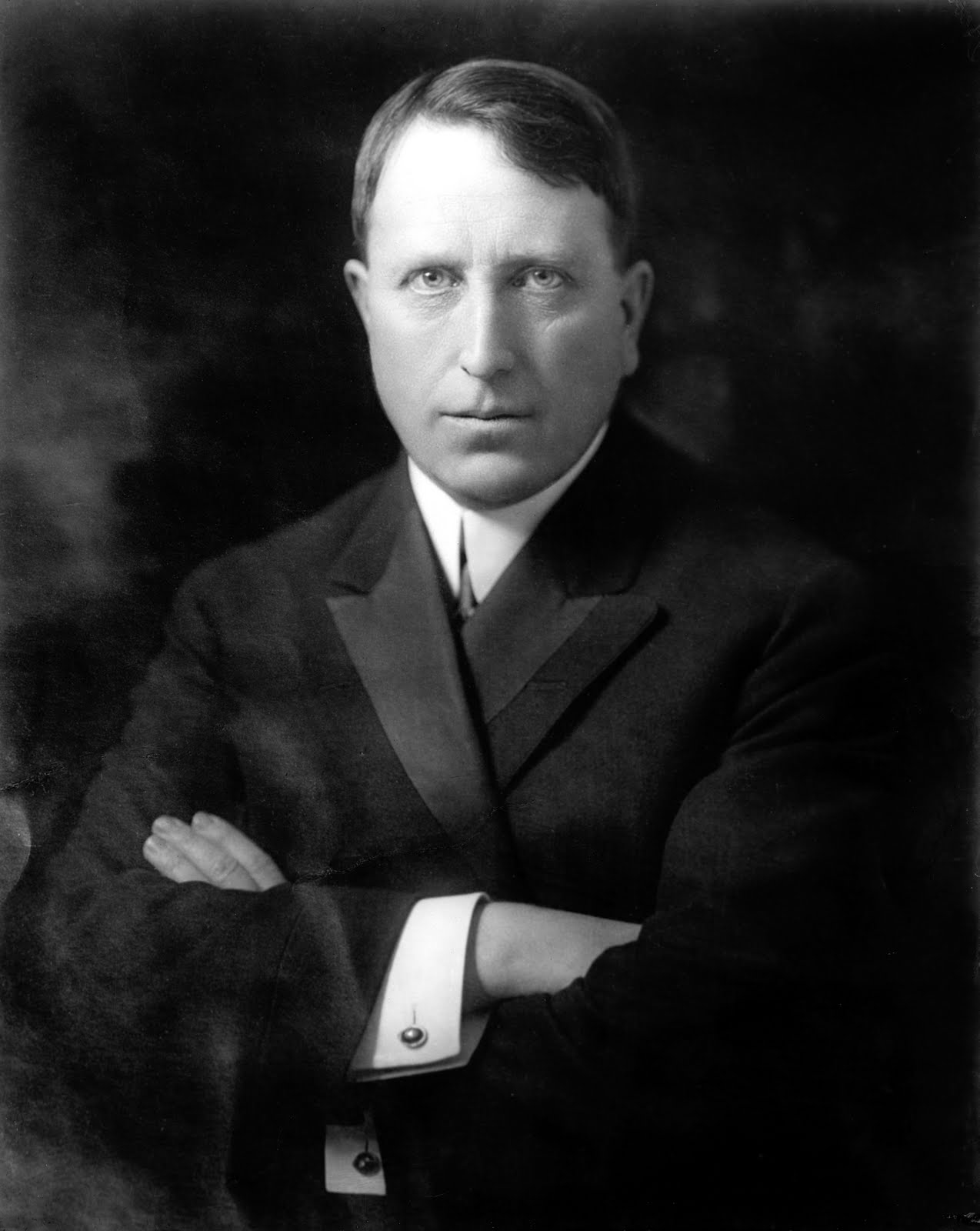
William Hearst polecił swoim dziennikarzom pisać o Grahamie

Była to największa kampania ewangelizacyjna od czasów krucjaty Billy’ego Sundaya w Nowym Jorku (1917). Prasa oceniła, że Graham jest jego następcą. W wyniku tej kampanii ewangelizacyjnej Graham stał się ikoną narodową i był odtąd rozpoznawany w całej Ameryce. Żaden ewangelista w historii Stanów Zjednoczonych nie odniósł nigdy takiego sukcesu. Bezpośrednim sprawcą sukcesu był magnat prasowy William Randolph Hearst, który dał swoim dziennikarzom krótkie polecenie: puff Graham (wesprzeć Grahama). W efekcie tego ewangelizacja była opisywana w dziennikach należących do Hearsta. Przypuszcza się, że Hearst cenił Grahama ze względu na jego patriotyzm i dostrzegał w nim szansę na powstrzymanie komunistycznego zagrożenia.
Zwraca się też uwagę na czynniki społeczne i zmiany dokonujące się w społeczeństwie amerykańskim po zakończeniu II wojny światowej. Naród amerykański po zakończeniu wojny i u progu zimnej wojny poszukiwał nowej tożsamości narodowej. W trakcie tych poszukiwań dokonała się redefinicja związku narodu z religią. Graham dał wytyczne dla tego procesu. Krucjaty Grahama wytworzyły nowy rodzaj religijnej kultury. Zmieniły też amerykańskich chrześcijan z apolitycznych na aktywnie angażujących się w politykę.

## Reakcje prasy
Przez pierwsze trzy tygodnie prasa niemal wcale nie interesowała się krucjatą. Około 24 października należące do Hearsta Los Angeles Examiner oraz Los Angeles Herald Express na pierwszych stronach zamieściły informacje o krucjacie. 4 listopada wzrosło wsparcie ze strony pism Hearsta. Chicago Tribune, The New York Times oraz pisma z Detroit i San Francisco nagłośniły ewangelizację, w efekcie czego stała się znana w całym kraju.
Kampanią ewangelizacyjną w Los Angeles zainteresowały się również pisma spoza koncernu Hearsta. Wielkie pisma wysłały swoich dziennikarzy i w efekcie artykuły o krucjacie ukazały się w prasie należącej do Henry’ego Luce'a: TIME (14 listopada) oraz LIFE (16 i 21 listopada). Ponadto Newsweek, Quick oraz inne także zainteresowały się wydarzeniem. 
14 listopada TIME zamieścił artykuł przedstawiający postać Grahama. Zacytowano wypowiedź Grahama: „Stoimy u progu wielkiego narodowego przebudzenia”. 21 listopada tygodnik LIFE poinformował, że pojawił się nowy ewangelista. Oceniono, że Graham przeprowadził największe spotkanie przebudzeniowe od śmierci Aimee Semple McPherson (1890–1944), kanadyjsko-amerykańskiej ewangelistki. Wyrażono przypuszczenie, że Graham prawdopodobnie zapoczątkuje światowe przebudzenie. Poinformowano też o nawróceniu gangstera Micky’ego Cohena oraz olimpijczyka Zamperiniego.
„United Evangelical Action” ocenił, że jest to największa i najbardziej efektowna krucjata w historii Los Angeles. „The Christian Fundamentalist” wyraził przypuszczenie, że Graham zapoczątkował nową erę ewangelizmu i nowe przebudzenie. Oswald J. Smith ocenił, że jest to początek nowego wielkiego przebudzenia.